# Movimiento de liberación de los hombres
El movimiento de liberación de los hombres es un movimiento social que critica las restricciones que la sociedad impone a los varones. Los activistas de la liberación masculina suelen simpatizar con los puntos de vista feministas.
El movimiento de liberación masculina no debe confundirse con otros movimientos, como el de los derechos del hombre, en el que algunos sostienen que el feminismo moderno ha ido demasiado lejos y que debería prestarse más atención a los derechos del varón. El movimiento de liberación masculina hace hincapié en los costes de algunas partes negativas de la masculinidad «tradicional», mientras que el movimiento por los derechos de los hombres se centra en gran medida en el trato desigual o injusto que reciben los varones por parte de las instituciones modernas debido a esos rasgos omnipresentes en la masculinidad tradicional, o a pesar de ellos. El movimiento de liberación masculina también pretende liberar a los hombres de los estereotipos y de las actitudes que les impiden expresar sus emociones.

## Historia
El movimiento de liberación de los hombres se desarrolló en la década de 1970 entre varones heterosexuales de clase media en Reino Unido, y en Estados Unidos y Canadá en América del Norte, como una respuesta a los cambios culturales de los años 1960 y 1970, incluyendo el crecimiento del movimiento feminista, la contracultura, los movimientos liberación de las mujeres y de los gays y la revolución sexual. Jack Sawyer publicó un artículo titulado "Sobre la liberación del hombre" en la revista Liberación en el otoño boreal de 1970, en el que trató sobre los efectos negativos de los estereotipos del cometido sexual masculino. El año 1971 vio el nacimiento de los grupos de discusión de los hombres en los Estados Unidos, así como la formación por Warren Farrell del Grupo de Trabajo Nacional sobre la Mística Masculina  dentro de la Organización Nacional de la Mujer (NOW por sus siglas en inglés). Robert Lewis y Josph Pleck  basan el nacimiento del movimiento en la publicación de cinco libros sobre el tema a finales de 1974 y principios de 1975, que fue seguido por una oleada de publicaciones dirigidas tanto a los legos como a audiencias más académicas. El movimiento llevó a la formación de conferencias, grupos de creación de conciencia, centros de hombres y otros recursos a través de Estados Unidos. El movimiento se disolvió a finales de la década de 1970, cuando los miembros conservadores y moderados del movimiento formaron un antifeminista movimiento derechos del hombre y los miembros progresistas se unieron al movimiento feminista.

## Liberación de los hombres del patriarcado
Esta teoría de la liberación sostiene que los varones se ven perjudicados por el rol de género masculino y por el patriarcado y que las vidas de estos están alienadas, poco saludables y empobrecidas. A menudo es comprensivo con el feminismo y trata de emancipar a los varones de la misma manera que las mujeres continúan buscando la liberación a través del movimiento feminista. Creen que los varones están sobrecargados de trabajo, entrenados para matar o morir, embrutecidos y sometidos a la culpa y la vergüenza. Llaman la atención sobre el daño, el aislamiento y el sufrimiento infligidos a los varones niños y adultos a través de su socialización en la masculinidad.

## Compromiso del movimiento de liberación de los hombres con las cuestiones racial
Las diferencias raciales han estratificado históricamente el movimiento de liberación de los hombres y de esas divisiones siguen siendo problemáticas en la actualidad. Algunos estudiosos profeministas sostienen que el racismo en la sociedad estadounidense ha castrado metafóricamente a los varones no blancos. Por ejemplo, los varones negros son percibidos como carecientes de control sobre su supuesta agresividad sexual innata. Dentro de este marco ideológico los hombres negros son presentados como «hipersexuales» en un grado animal; por lo tanto, representan «bestias», no hombres.[cita requerida] Los asiáticos americanos del este han sido castrados de manera opuesta: han sido retratados como desexualizados, poco atractivos, pequeños, cobardes, inteligentes y arteros.[cita requerida]

## El compromiso del movimiento de liberación de los hombres con la liberación gay
La segunda ola del profeminismo ha prestado más atención a las cuestiones de la sexualidad, en particular la relación entre los varones homosexuales y la masculinidad hegemónica. Este cambio llevó a una mayor cooperación entre los movimientos de liberación de los varones en general y el específico de los varones homosexuales. En parte, esta cooperación surgió porque la masculinidad fue comprendida entonces como un constructo social y como una respuesta a la universalización de los "hombres" como se veían en los movimientos varoniles anteriores. Activistas de los derechos de los hombres trabajaban para evitar que las feministas de la segunda ola tuvieran influencia en el movimiento por los derechos gay y promovieron la idea de «hipermasculinidad» como una parte inherente de la sexualidad gay.

## Actividades
- Grupos de apoyo para hombres.
- Centros universitarios masculinos.
- Promoción pública y reforma legislativa.